# Chi Tinh tinh
Chi Tinh tinh (Pan) bao gồm 2 loài đang tồn tại là tinh tinh và bonobo, sinh sống ở Tây và Trung Phi. Ranh giới địa lý giữa 2 loài này là sông Congo. Về mặt phân loại học, hai loài này được gọi chung là panins; tuy nhiên trong ngôn ngữ thông dụng, cả hai loài thường cùng được gọi bằng tên chung là tinh tinh.